# Serenity (jeu de rôle)
Serenity est un jeu de rôle de science-fiction sorti en 2005 et se déroulant dans l'univers de fiction de la franchise Firefly. Il tire son nom du film sorti la même année. Il est produit par Margaret Weis Productions et ses mécanismes étaient la première mise en place du Cortex System. Il a gagné l'Origins Award du meilleur jeu de rôle en 2005.
Les droits de Margaret Weis Productions ont expiré le 31 janvier 2011, et en février 2013, Margaret Weis Productions a annoncé qu'ils avaient maintenant les droits pour publier un jeu basé sur la série télévisée Firefly, cette fois avec les personnages apparus dans la série plutôt que ceux du film. Durant la Gen Con 2013, une preview du système intitulée Gamin' In The Verse fut mise en vente à la fois sur place et, pour un temps limité, en format PDF.